# Жюлі Віннефред Бертран
Жюлі Віннефред Бертран (фр. Julie Winnefred Bertrand; 16 вересня 1891 року, місто Коатікук, провінція Квебек, Канада — 18 січня 2007 року, місто Монреаль, провінція Квебек, Канада) — канадська супердовгожителька. З 29 листопада 2004 року по 18 січня 2007 року — найстаріша повністю верифікована мешканка Канади. Найстаріша жінка в світі з 11 грудня 2006 року по 18 січня 2007 року. Вона була всього на 25 днів молодшою за Еміліано Меркадо дель Торо, який в середині грудня 2006 року став найстарішим повністю верифікованим жителем Землі.

## Життєпис
Жюлі Віннефред Бертран народилася 16 вересня 1891 року, місто Коатікук, провінція Квебек, Канада. Вона була найстаршою з шести дітей в сім'ї Наполеона Бертрана і Джулії Маллінз, ірландських іммігрантів. В молоді роки до Жюлі залицявся адвокат і майбутній прем'єр-міністр Канади Луї Сен-Лоран (1882—1973), проте вона відмовила майбутньому політику і іншим кавалерам і за своє життя не вступала в шлюб.
Більшу частину життя Бертран працювала продавчинею одягу в рідному місті Коатікук. Останні 35 років вона прожила в будинку для літніх людей в Монреалі. В 113 років Жюлі Бертран мала досить хороше здоров'я, самостійно одягалась, раз в два тижні змінювала зачіску, впізнавала все своє близьке оточення, а в свято могла дозволити собі келих вина.
Жюлі Віннефред Бертран померла 18 січня 2007 року в Монреалі у віці 115 років і 124 днів.
Найстарішою жінкою Землі і другою за віком людиною в світі була визнана 11 грудня 2006 року після смерті американської довгожительки Елізабет Болден. Станом на 4 грудня 2020 року Жюлі Віннефред Бертран займає 40 місце списку найстаріших повністю верифікованих людей у світі.